# Walker Zimmerman
Walker Dwain Zimmerman (Lawrenceville, 19 de maio de 1993) é um futebolista americano que atua como zagueiro. Atualmente joga pelo Nashville SC.

## Carreira
Fez sua estreia pelos Estados Unidos em janeiro de 2017 contra a Jamaica. Em 2019, foi convocado para o elenco que terminou como vice-campeão da Copa Ouro da CONCACAF de 2019. Ele também fez parte da equipe que venceu o torneio em 2021, começando todas as três partidas da fase de grupos antes de ter que deixar o torneio devido a uma lesão no tendão da coxa.
Em 11 de fevereiro de 2020, foi negociado com o Nashville SC, clube de expansão da Major League Soccer, em troca de até $ 1,25 milhão em dinheiro de alocação geral.
Em 29 de fevereiro de 2020, marcou o primeiro gol da história do Nashville SC.
Em 29 de abril de 2022, Nashville anunciou que havia assinado uma extensão de contrato até 2025, e que isso também o tornaria um jogador designado.

## Títulos
FC Dallas
- Lamar Hunt U.S. Open Cup: 2016
- MLS Supporters' Shield: 2016

Los Angeles FC
- MLS Supporters' Shield: 2019

Estados Unidos
- Copa Ouro da CONCACAF: 2021
- Liga das Nações da CONCACAF: 2022–23